# Landskouter
Landskouter – dzielnica (deelgemeente) gminy Oosterzele w Belgii, w Regionie Flamandzkim, w prowincji Flandria Wschodnia, w okręgu Gandawa. 1 stycznia 2020 roku liczyła 733 mieszkańców. Do 31 grudnia 1976 samodzielna gmina.

## Demografia
Liczba mieszkańców, stan na 1 stycznia:
| Rok                | 1930 | 1947 | 1961 | 2020 |
| ------------------ | ---- | ---- | ---- | ---- |
| Liczba mieszkańców | 542  | 542  | 494  | 733  |